# Dragotský most

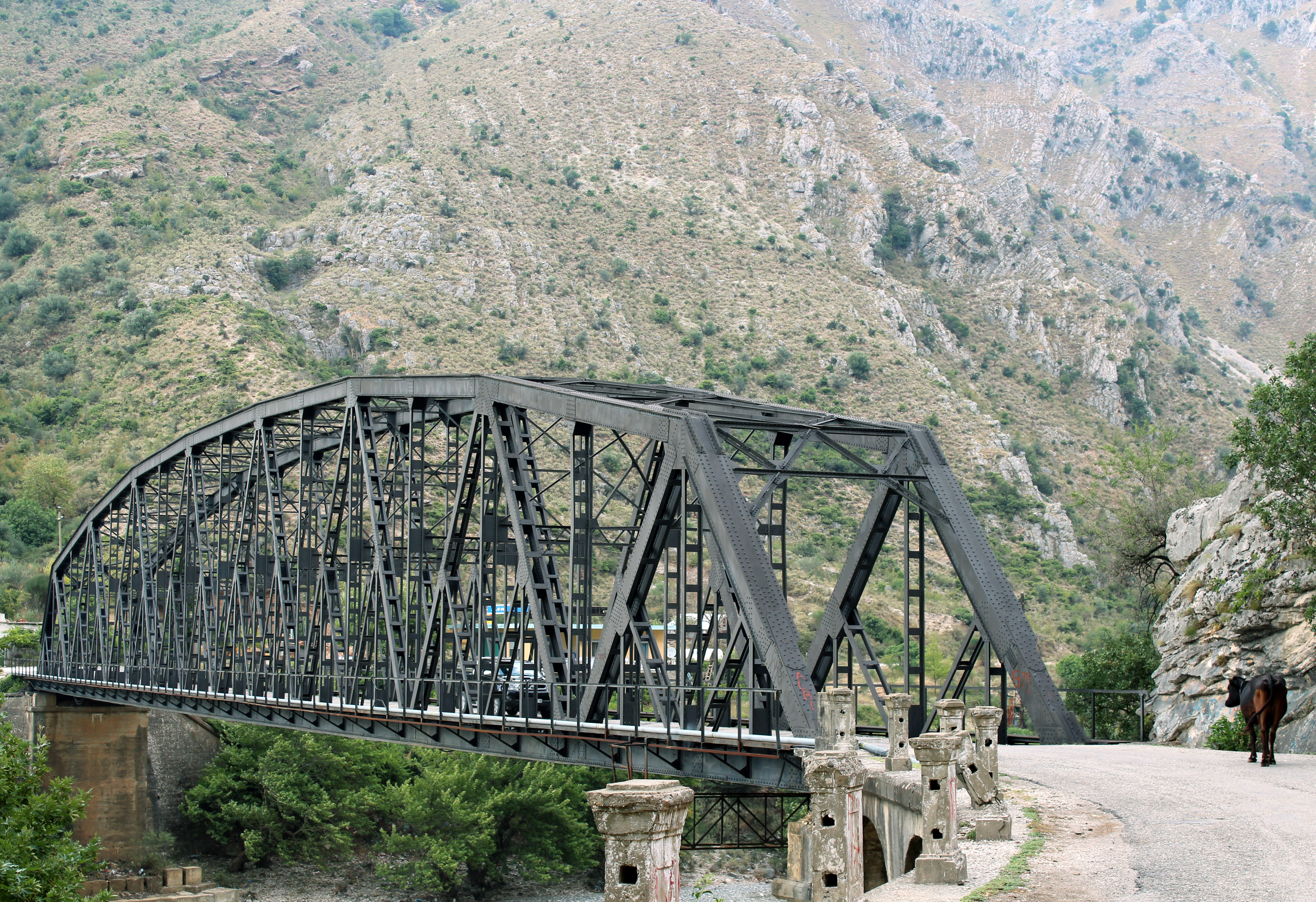
Pohled na most z východní (përmetské) strany.

Dragotský most (albánsky Ura e Dragotit) je silniční most přes řeku Vjosa, který se nachází v jižní Albánii. Svůj název nese podle obce Dragoti, která se nachází v blízkosti města Tepelenë. Po mostu vede silnice č. SH75. 
Most je evidován jako kulturní památka. Jedná se o jednoobloukový příhradový ocelový most.

## Historie
Most byl zbudován v druhé polovině 30. let 20. století v souvislosti s italskými investicemi do rozvoje infrastruktury v Albánii. Dokončen byl v roce 1936 janovskou společností. 110 m dlouhý most překonává hluboké údolí řeky v místě, kde není žádné jiné křížení možné a kde se nenachází paralelně vedená silnice na druhém břehu řeky. 
Původní dřevěná vozovka byla v roce 1990 nahrazena asfaltovou silnicí. Vzhledem k svému stáří a naprostému nedostatku údržby za celou dobu, kdy byl během existence socialistické Albánie most provozován, bylo v roce 2018 shledáno, že je stavba v havarijním stavu. Stav mostu rovněž zhoršilo neodborné vyasfaltování vozovky. 